# زهير اللطيف
زهير اللطيف هو مذيع تونسي بريطاني ومؤسس قناة «تلفزة تيفي» وقدم «في الصميم» في التونسية.